# Aut dedere aut iudicare
Aut dedere aut judicare és una locució llatina que significa «o extradir o jutjar». És un principi general del dret internacional contemporani, que estableix les obligacions dels estats d'extradir o si no jutjar infraccions que la comunitat internacional considera especialment greus.
Aquest precepte es pot enquadrar dins de les normes que tracten de protegir els valors fonamentals acceptats per la comunitat internacional en suport conjunt. Aquest principi apareix connectat amb el principi de jurisdicció universal. Almenys sis tractats internacionals consagren aquest principi, com per exemple els Convenis de Ginebra o l'Estatut de Roma que defineix el paper de la Cort Penal Internacional com a complementària a les juridiccions penals nacionals.